# Тшемешно
Тшемешно (пол. Trzemeszno)  —  город  в Польше, входит в Великопольское воеводство,  Гнезненский повят.  Имеет статус городско-сельской гмины. Занимает площадь 5,46 км². Население 7792 человек (на 2004 год).

## История
С 997 года в Тшемешно покоились мощи св. Войцеха, которые польский король Болеслав Храбрый выкупил у язычников .
В первой половине XII в. в Тшемешно был основан первый в Польше монастырь регулярных каноников (лат.: canonici regulares).